# 労働者農民党 (1928)
労働者農民党（ろうどうしゃのうみんとう）は、昭和時代初期の無産政党の一つ。左翼政党結成を目指した「新党組織準備会」により結党されたが、合法政党結成に関する日本共産党の方針変更の結果、即日結社禁止となり、政党としては事実上機能しなかった。
この項目ではこの党の結成準備のために作られた新党組織準備会およびその後身である政治的自由獲得労農同盟についても記述する。

## 沿革

### 新党組織準備会の結成
1928年（昭和3年）、第1回普通選挙（第16回総選挙）後、無産政党内には合同論が高まった。同年の三・一五事件により、労働農民党など3団体が政府によって解散させられると、容共左派の大山郁夫らは、解散直後の4月、大山を幹事長とする「新党組織準備会」を結成し、労農党再建を目指し、日本共産党（第二次共産党）もまたこれを支援した。その一方、旧労農党に参加していた労農派はこの動きから離反し、山川均流の「共同戦線党」を掲げて7月には鈴木茂三郎を書記長とする独自の地方無産政党「無産大衆党」の結成に踏み切った。無産大衆党は、同年末麻生久・三輪寿壮ら（前期新人会 - 『社会思想』派系の）中間派と合流し、同年末には「七党合同」による日本大衆党結成に至る。

### 労働者農民党の即日禁止
しかし、同年7月のコミンテルン第6回大会が、共産党以外のプロレタリアートの政党は無用とする、合法無産政党の否定を決議したことで、日本共産党は突如として再建反対に転じる。共産党は新党に君主制廃止以外の（当時非合法であった）自党のスローガンを掲げさせ、意図的に玉砕戦術を取らせた。その結果、労働者農民党（委員長は大山）12月22日 - 12月24日の結成大会のみで解散し、コミンテルンと共産党に振り回された左翼戦線は混乱した。

### 政治的自由獲得労農同盟と旧労農党系の分裂
同時に、共産党は新党組織準備会を「政治的自由獲得労農同盟」（政獲同盟）に改組し、合法政党結成の放棄を強引に押しつけた。しかし政獲同盟は共産党の外郭団体とみなされて厳しい弾圧を受け、山本宣治・渡辺政之輔の労農葬を例外として、ほとんど大衆運動を組織することができなかった。また、旧労農党の右派を代表した新党組織準備会京都府連の水谷長三郎らは叛旗を翻し、翌1929年1月に地方無産政党「労農大衆党」を結成、他の地方無産政党とともに無産政党統一運動を展開した。当時、日大党を脱退していた旧無産大衆党系（東京無産党など）はこの運動に呼応し、その後、日大党からの提案により7月全国大衆党の結成へ合流した。

### 新労農党結成へ
一方、政獲同盟の幹部となった大山や細迫兼光らは労農党再建を諦めず、1929年の四・一六事件による共産党の徹底的壊滅で同党の影響力が低下したのち、8月に突如「新労農党結成の提案」を発表し、政獲同盟は混乱に陥った（同年11月には大山を委員長とする新労農党（正式な党名は「労農党」）が結成された）。同盟本部は大山らを即時除名し、共産党は大山らを裏切り者とみなし政獲同盟を共産党寄りの組織とするべく引き締めを行ったが、成果は上がらず同盟は秋に自然消滅した。
なお、戦後になって日本共産党は、労働者農民党結成大会における玉砕方針は「セクト主義的な誤りでした」と自己批判している（『日本共産党の八十年』p.35）。自党の影響力拡大のため合法政党の再建を妨害する共産党系の動きは、こののちも「新労農党解消運動」の形で展開されるが、結局のところ無産政党のなかでの左派の影響力を後退させ、逆に中間派・右派の主導権を強めることになった。

## 関連文献
- 渡部徹 「新党組織準備会」「政治的自由獲得労農同盟（政獲同盟）」 『日本近現代史辞典』 東洋経済新報社、1978年
- 神田文人 「新党組織準備会」 『国史大辞典』第7巻 吉川弘文館、1986年
- 同 「政治的自由獲得労農同盟」 同・第8巻 吉川弘文館、1987年
- 同 「政治的自由獲得労農同盟」 『日本歴史大事典』第2巻 小学館、2000年
- 「労働者農民党」 『角川新版日本史辞典』 角川書店、2004年